# Fontana dei Sette Canali (Catania)

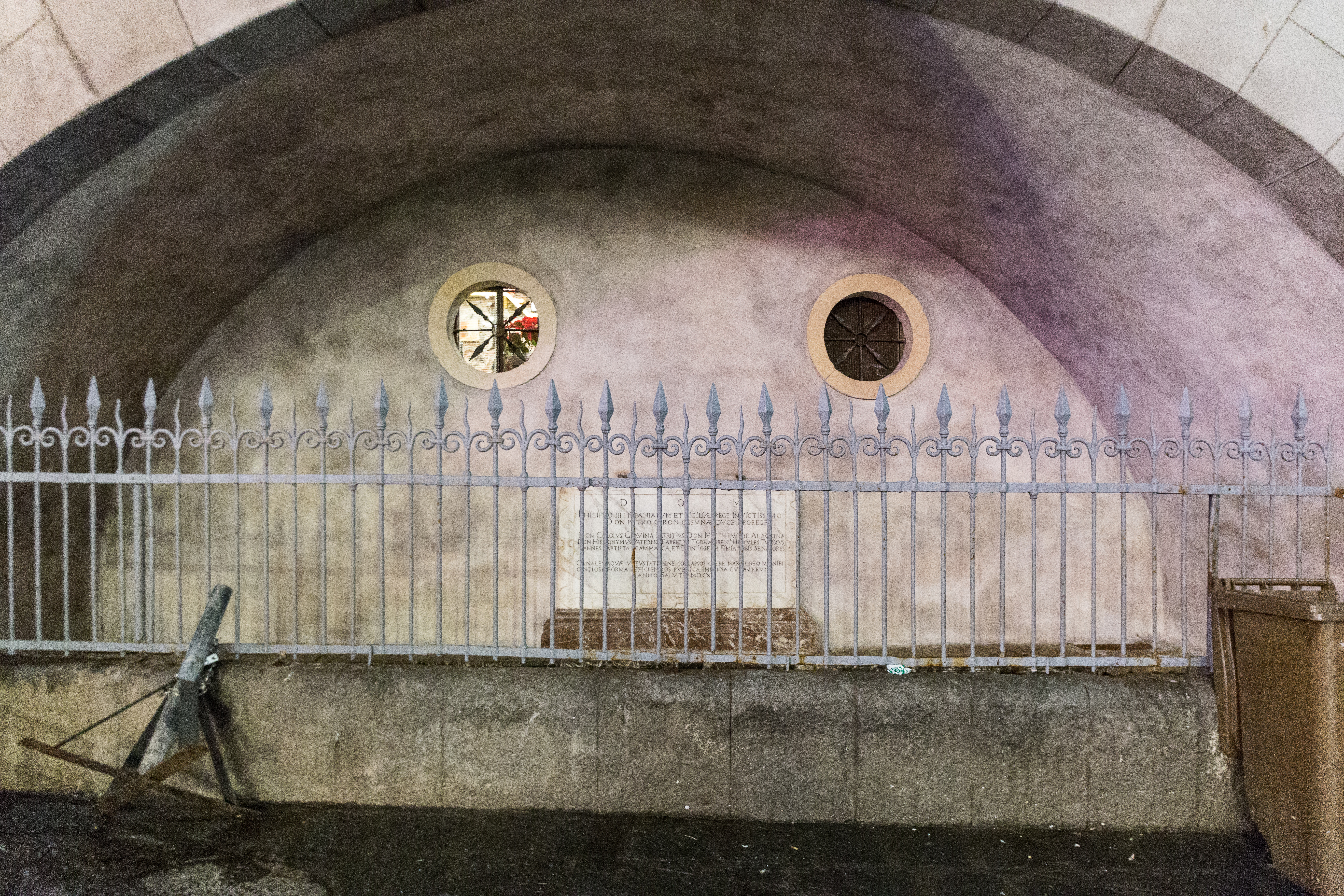
La fontana dei Sette Canali

La Fontana dei «Sette Canali» è la più antica fontana di Catania, cinta da una cancellata di ferro.

## Descrizione
Sorge in piazza Alonzo Di Benedetto, alla Pescheria, racchiusa in un'ampia volta scavata nelle fondamenta del Palazzo del Seminario dei Chierici, delle cui acque è alimentata. Venne fatta costruire nel 1612, sotto il viceré D. Pietro Girone Duca d'Ossuna, per conto del re di Spagna e di Sicilia Filippo III, come si legge nell'iscrizione in marmo:
(Anno Salutis MDCXII.)